# Собор (часопис)
«Собор» — архієпархіальний часопис, також бюлетень, призначений для внутрішнього вжитку в структурі Київської архієпархії УГКЦ. Висвітлює релігійне життя в Україні, а також дає християнську оцінку різним економічним, культурним та соціальним явищам в Україні та світі.
Бюлетень виходить друком розміром в 20 шпальт, а також публікується в Інтернеті. Перше число бюлетеню датоване березнем 2009 року. З того часу станом на вересень 2009 вийшло ще два випуски.
- Засновник — Київська архиєпархія.
- Головний редактор — Мирослав Откович.
- Богословський редактор — отець Роман Сиротич.

Видання вирізняється новим підходом до висвітлення церковного життя, зокрема якісним змістом, привабливим виглядом, широтою подаваних поглядів та редакційною політикою, що опирається на зміцнення внутрішньої єдності УГКЦ. Газета має інформаційно-просвітницький характер та заторкує всі церковного сфери життя.